# Hongarije op de Olympische Winterspelen 1932
Tijdens de Olympische Winterspelen van 1932, die in Lake Placid (Verenigde Staten) werden gehouden, nam Hongarije voor de derde keer deel.

## Medailleoverzicht
| Sport       | Olympiër                     | Discipline | Medaille |
| ----------- | ---------------------------- | ---------- | -------- |
| Kunstrijden | Emilie Rotter László Szollás | paarrijden | Brons    |

## Deelnemers en resultaten

### Kunstrijden
| Olympiër                     | Discipline | Resultaat | Prestatie           |
| ---------------------------- | ---------- | --------- | ------------------- |
| Emilie Rotter László Szollás | paarrijden | Brons     | pc. 20; 76,4 punten |
| Olga Orgonista Sándor Szalay | paarrijden | 4e        | pc. 28; 72,2 punten |

België · Canada · Duitsland · Finland · Frankrijk · Groot-Brittannië · Hongarije · Italië · Japan · Noorwegen · Oostenrijk · Polen · Roemenië · Tsjecho-Slowakije · Verenigde Staten · Zweden · Zwitserland